# Keiserana maxima
Keiserana maxima är en insektsart som beskrevs av Synave 1966. Keiserana maxima ingår i släktet Keiserana och familjen Ricaniidae. Inga underarter finns listade i Catalogue of Life.